# Biblioteca Galáctica (La Elevación de los Pupilos)
La Biblioteca Galáctica es uno de los elementos principales del argumento de las novelas escritas por David Brin, de la Saga de La elevación de los pupilos. La Biblioteca la administra unos de los Institutos Galactivos de la Civilización de las Cinco Galaxias, el Instituto de la Biblioteca, que junto con el Instituto de las Elevaciones, es uno de los más importantes.
Marcado por un gran burocracia, la Biblioteca reúne el conocimiento adquirido a lo largo de los millones de años de existencia de la civilización galáctica. Esta ampliamente extendida la aseveración de que prácticamente todo esta inventado o ha acaecido, y está recogido aquí, por lo que la gran mayoría de los Clanes galácticos, en lugar de investigar, suelen rebuscar en este acervo de conocimiento (ya que el Clan terrestre no piensa así, es un marginado en la cultura galáctica).
La biblioteca, como uno de sus características principales, una total independencia política (al igual que el resto de institutos galácticos), por lo que, todo fututo bibliotecario, tiene que realizar un juramento, renunciando a cualquier lazo de especie o clan; lo que de facto, casi iguala a miembros de especies pupilas en concepto de etiqueta, con miembros de especies tutoras.
El acceso a esta fuente de conocimiento, está determinada por la riqueza de cada especie o clan. Existen dentro de las cinco galaxias, planetas dedicados enteramente al servicio de los institutos, como es el caso de Tanith. Fuera de estas sucursales, el acceso se realiza a través de unos módulos de alta tecnología muy caros (ya que permiten el acceso para todas las formas conocidas de percepción: visual, telepática, etc., y soportan todos los ambientes posibles: acuáticos, aéreos, etc.); mientras que los clanes poderosos como el de los Jophur pueden permitirse colocarlos en sus cruceros de batalla, el Clan terrestre, solo puede permitirse una versión menor de esta en la Tierra.